# International Sports Clothing
Pour les articles homonymes, voir ISC.
International Sports Clothing, dit ISC ou ISC Sport, est une entreprise australienne créée en 1991. Basé à Sydney, elle est spécialisée dans la fabrication de vêtement d'articles de sport (vêtements et matériel de sport). Elle possède une division basée sur le Royaume-Uni. Elle est spécialisée dans les sports suivants : football australien, rugby à XIII, rugby à XV, basket-ball et cricket.
Elle a notamment été le sponsor de l'équipe d'Australie de cricket entre 1991 et 2002, de l'équipe d'Angleterre de rugby à XIII entre 2010 et 2015, et de nombreux clubs de rugby à XIII et de football australien.